# Ochthebius octofoveatus
Ochthebius octofoveatus är en skalbaggsart som beskrevs av Pu 1958. Ochthebius octofoveatus ingår i släktet Ochthebius och familjen vattenbrynsbaggar. Inga underarter finns listade i Catalogue of Life.